# Novo Horizonte (Bahia)
Novo Horizonte è un comune del Brasile nello Stato di Bahia, parte della mesoregione del Centro-Sul Baiano e della microregione di Boquira.